# Équipe d'Allemagne de l'Ouest de football au Championnat d'Europe 1976

L'équipe d'Allemagne de l'Ouest de football dispute sa 2e phase finale de championnat d'Europe lors de l'édition 1976. Le tournoi se tient en Yougoslavie du 16 juin 1976 au 20 juin 1976.
Les Allemands se présentent en tant que champions d'Europe et du Monde en titre. Ils battent la Yougoslavie en demi-finale sur le score de 4-2 après prolongation (le score étant de deux à deux à la fin du temps réglementaire). L'Allemagne retrouve en finale la Tchécoslovaquie qui elle aussi a joué la prolongation en demi-finale pour se qualifier. Le score est de 2-2 à la fin du temps réglementaire et ne change pas en prolongation. Les deux équipes et l'UEFA se sont mis d'accord peu avant le début du match pour que la finale ne soit pas rejouée en cas d'égalité comme le stipule pourtant le règlement. C'est donc une séance de tirs au but, la première de l'histoire du Championnat d'Europe, qui décide du titre européen. La RFA s'inclinent 5-3 aux tirs au but et laisse le trophée à la Tchécoslovaquie. Cette séance historique est notamment marquée par le tir au but du Tchécoslovaque Antonin Panenka qui réalise un geste technique inédit en frappant le ballon d'une pichenette vers le centre du but, ceci en pariant sur le fait que généralement le gardien plonge de façon anticipée sur un côté pour se donner plus de chance de détourner le tir. Ce geste porte depuis le surnom de son auteur : une "Panenka".
À titre individuel, Franz Beckenbauer, Rainer Bonhof et Dieter Müller font partie de l'équipe-type du tournoi. Dieter Müller termine également meilleur buteur de l'Euro 1976 avec 4 réalisations.

## Phase qualificative
La phase préliminaire comprend huit poules. Le premier de chaque poule se qualifie pour les quarts de finale.

### Phase préliminaire
L'Allemagne se classe 1re du groupe 8.
| Rang | Équipe               | Pts | J | G | N | P | Bp | Bc | Diff |  | Résultats (▼ dom., ► ext.) |     |     |     |     |
| ---- | -------------------- | --- | - | - | - | - | -- | -- | ---- |  | -------------------------- | --- | --- | --- | --- |
| 1    | Allemagne de l'Ouest | 9   | 6 | 3 | 3 | 0 | 14 | 4  | +10  |  | Allemagne de l'Ouest       |     | 1-1 | 1-0 | 8-0 |
| 2    | Grèce                | 7   | 6 | 2 | 3 | 1 | 12 | 9  | +3   |  | Grèce                      | 2-2 |     | 2-1 | 4-0 |
| 3    | Bulgarie             | 6   | 6 | 2 | 2 | 2 | 12 | 7  | +5   |  | Bulgarie                   | 1-1 | 3-3 |     | 5-0 |
| 4    | Malte                | 2   | 6 | 1 | 0 | 5 | 2  | 20 | -18  |  | Malte                      | 0-1 | 2-0 | 0-2 |     |

### Quarts de finale
| Équipe 1 | Résultat | Équipe 2             | Aller | Retour |
| -------- | -------- | -------------------- | ----- | ------ |
| Espagne  | 1 - 3    | Allemagne de l'Ouest | 1 - 1 | 0 - 2  |

## Phase finale

### Demi-finale
| Entraîneur : |
| H. Schön     |

| Entraîneur : |
| A. Mladinić  |

| Entraîneur : |
| H. Schön     |

| Entraîneur : |
| A. Mladinić  |

### Finale
| Titulaires : |  |
| |  |
| 1 Ivo Viktor · 2 Karol Dobias 55e 93e · 3 Jozef Čapkovič · 4 Anton Ondruš · 5 Ján Pivarník · 7 Antonín Panenka · 8 Jozef Móder 59e · 10 Marian Masny · 11 Zdenek Nehoda · 12 Koloman Gögh · 17 Ján Švehlík 80e · |  |
| Remplaçants : |  |
| 6 Ladislav Jurkemik 93e · 14 Pavol Biroš 80e · 16 František Veselý · 18 Dušan Galis · 22 Alexander Vencel · |  |
| Entraîneur : |  |
| Václav Ježek |  |

| Titulaires : |  |
| |  |
| 1 Sepp Maier · 2 Berti Vogts · 3 Bernard Dietz · 4 Hans-Georg Schwarzenbeck · 5 Franz Beckenbauer · 6 Herbert Wimmer 46e · 7 Rainer Bonhof · 8 Uli Hoeness · 9 Dieter Müller · 10 Erich Beer 80e · 11 Bernd Hölzenbein · |  |
| Remplaçants : |  |
| 14 Hans Bongartz 80e · 15 Heinz Flohe 46e · 16 Peter Nogly · 17 Manfred Kaltz · 18 Rudolf Kargus · |  |
| Entraîneur : |  |
| Helmut Schön |  |

| Titulaires : |  |
| |  |
| 1 Ivo Viktor · 2 Karol Dobias 55e 93e · 3 Jozef Čapkovič · 4 Anton Ondruš · 5 Ján Pivarník · 7 Antonín Panenka · 8 Jozef Móder 59e · 10 Marian Masny · 11 Zdenek Nehoda · 12 Koloman Gögh · 17 Ján Švehlík 80e · |  |
| Remplaçants : |  |
| 6 Ladislav Jurkemik 93e · 14 Pavol Biroš 80e · 16 František Veselý · 18 Dušan Galis · 22 Alexander Vencel · |  |
| Entraîneur : |  |
| Václav Ježek |  |

| Titulaires : |  |
| |  |
| 1 Sepp Maier · 2 Berti Vogts · 3 Bernard Dietz · 4 Hans-Georg Schwarzenbeck · 5 Franz Beckenbauer · 6 Herbert Wimmer 46e · 7 Rainer Bonhof · 8 Uli Hoeness · 9 Dieter Müller · 10 Erich Beer 80e · 11 Bernd Hölzenbein · |  |
| Remplaçants : |  |
| 14 Hans Bongartz 80e · 15 Heinz Flohe 46e · 16 Peter Nogly · 17 Manfred Kaltz · 18 Rudolf Kargus · |  |
| Entraîneur : |  |
| Helmut Schön |  |

## Effectif
Sélectionneur : Helmut Schön
| No. | Pos.      | Joueur                   | Date de naissance et âge | Sélec. | Club                     |
| --- | --------- | ------------------------ | ------------------------ | ------ | ------------------------ |
| 1   | Gardien   | Sepp Maier               | 28 février 1944          |        | Bayern Munich            |
| 2   | Défenseur | Berti Vogts              | 30 décembre 1946         |        | Borussia Mönchengladbach |
| 3   | Défenseur | Bernard Dietz            | 22 mars 1948             |        | MSV Duisbourg            |
| 4   | Défenseur | Hans-Georg Schwarzenbeck | 3 avril 1948             |        | Bayern Munich            |
| 5   | Défenseur | Franz Beckenbauer        | 11 septembre 1945        |        | Bayern Munich            |
| 6   | Attaquant | Herbert Wimmer           | 9 novembre 1944          |        | Borussia Mönchengladbach |
| 7   | Milieu    | Rainer Bonhof            | 29 mars 1952             |        | Borussia Mönchengladbach |
| 8   | Milieu    | Uli Hoeneß               | 5 janvier 1952           |        | Bayern Munich            |
| 9   | Attaquant | Dieter Müller            | 1er avril 1954           |        | 1. FC Cologne            |
| 10  | Milieu    | Erich Beer               | 9 décembre 1946          |        | Hertha Berlin            |
| 11  | Attaquant | Bernd Hölzenbein         | 9 mars 1946              |        | Eintracht Francfort      |
| 12  | Attaquant | Ronald Worm              | 7 octobre 1953           |        | MSV Duisbourg            |
| 13  | Milieu    | Dietmar Danner           | 29 novembre 1950         |        | Borussia Mönchengladbach |
| 14  | Milieu    | Hans Bongartz            | 3 octobre 1951           |        | FC Schalke 04            |
| 15  | Milieu    | Heinz Flohe              | 28 janvier 1948          |        | 1. FC Cologne            |
| 16  | Défenseur | Peter Nogly              | 14 janvier 1947          |        | Hambourg SV              |
| 17  | Défenseur | Manfred Kaltz            | 6 janvier 1953           |        | Hambourg SV              |
| 18  | Gardien   | Rudi Kargus              | 15 août 1952             |        | Hambourg SV              |

## Navigation